# Aulendorf
Aulendorf település Németországban, azon belül Baden-Württembergben. Lakosainak száma 10 422 fő (2023. december 31.). Aulendorf Bad Waldsee és Altshausen községekkel határos.

## Népesség
A település népessége az elmúlt években az alábbi módon változott:
| Lakosok száma | 7030 | 7138 | 7014 | 6685 | 7025 | 8593 | 9319 | 9879 | 9758 | 10 422 |
|               | 1961 | 1968 | 1974 | 1981 | 1987 | 1994 | 2000 | 2007 | 2013 | 2023   |